# Julia Subra

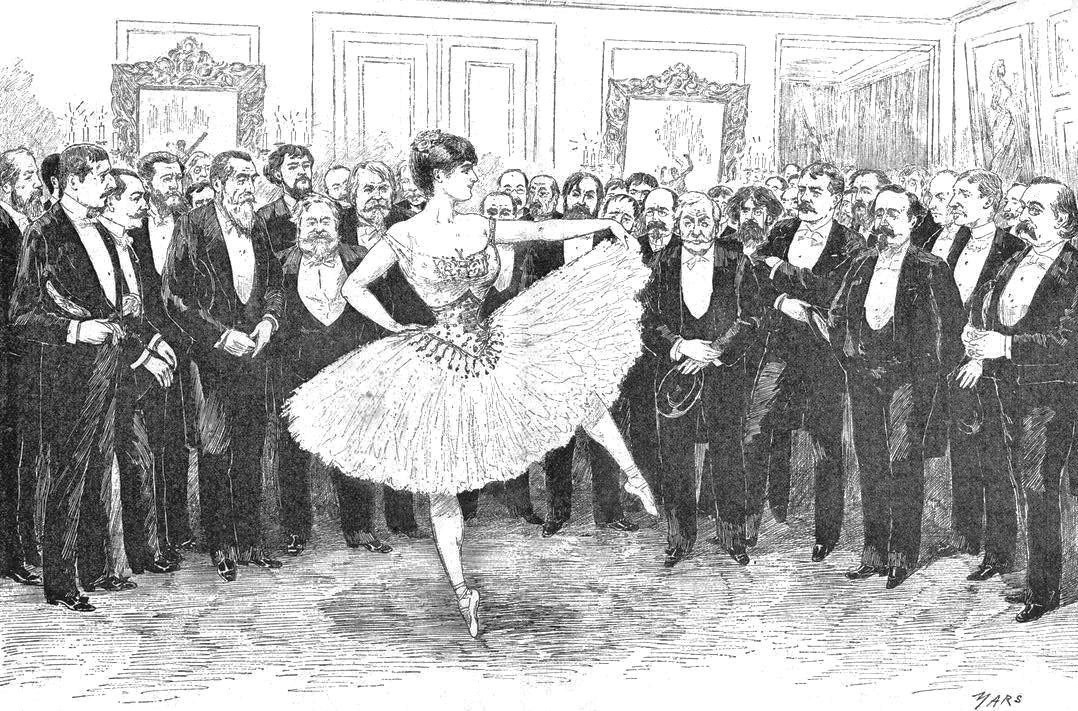
Julia Subra bij de vijftigste verjaardag van Charivari bij Pierre Véron

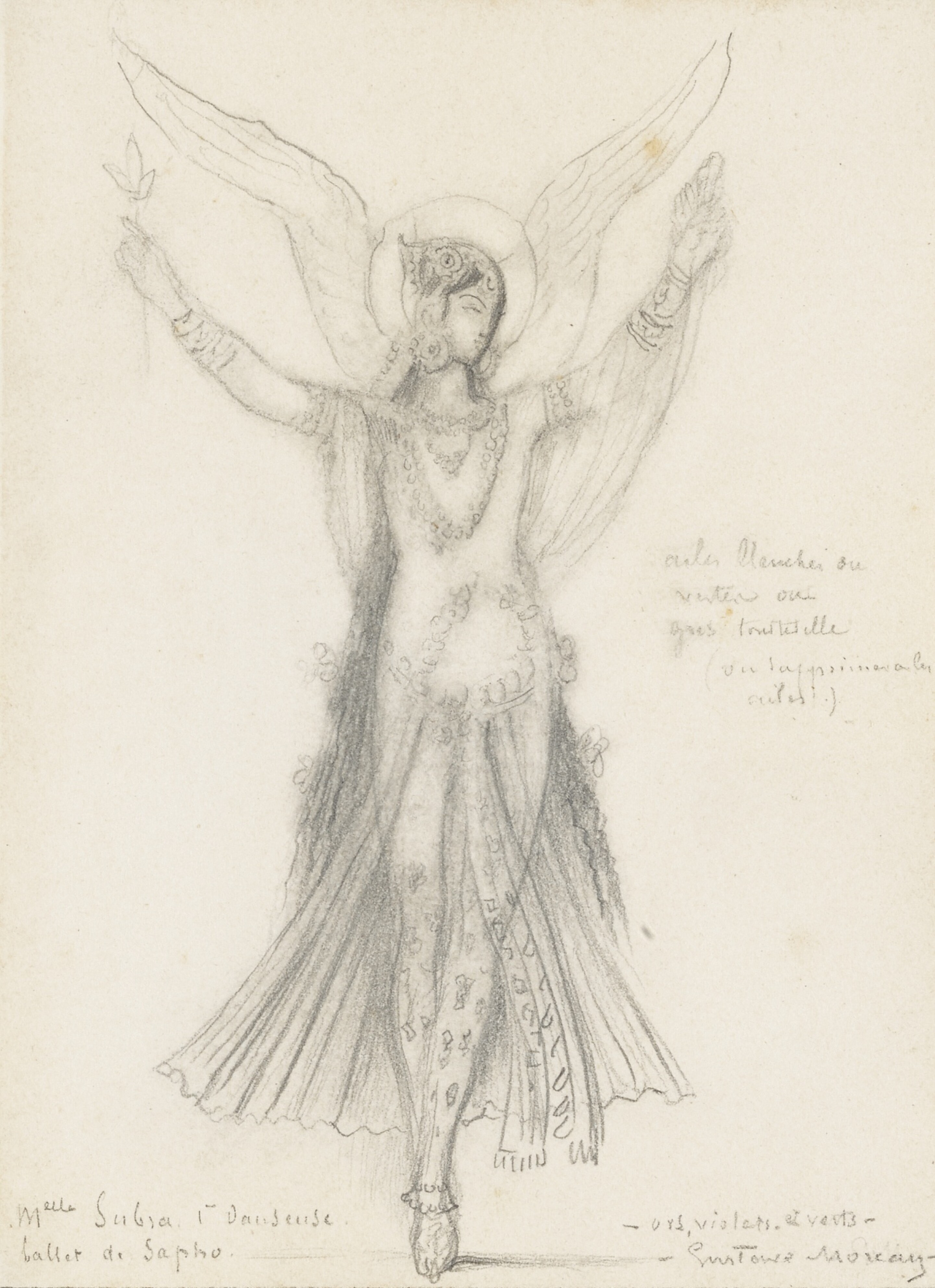
Ballet de Sapho

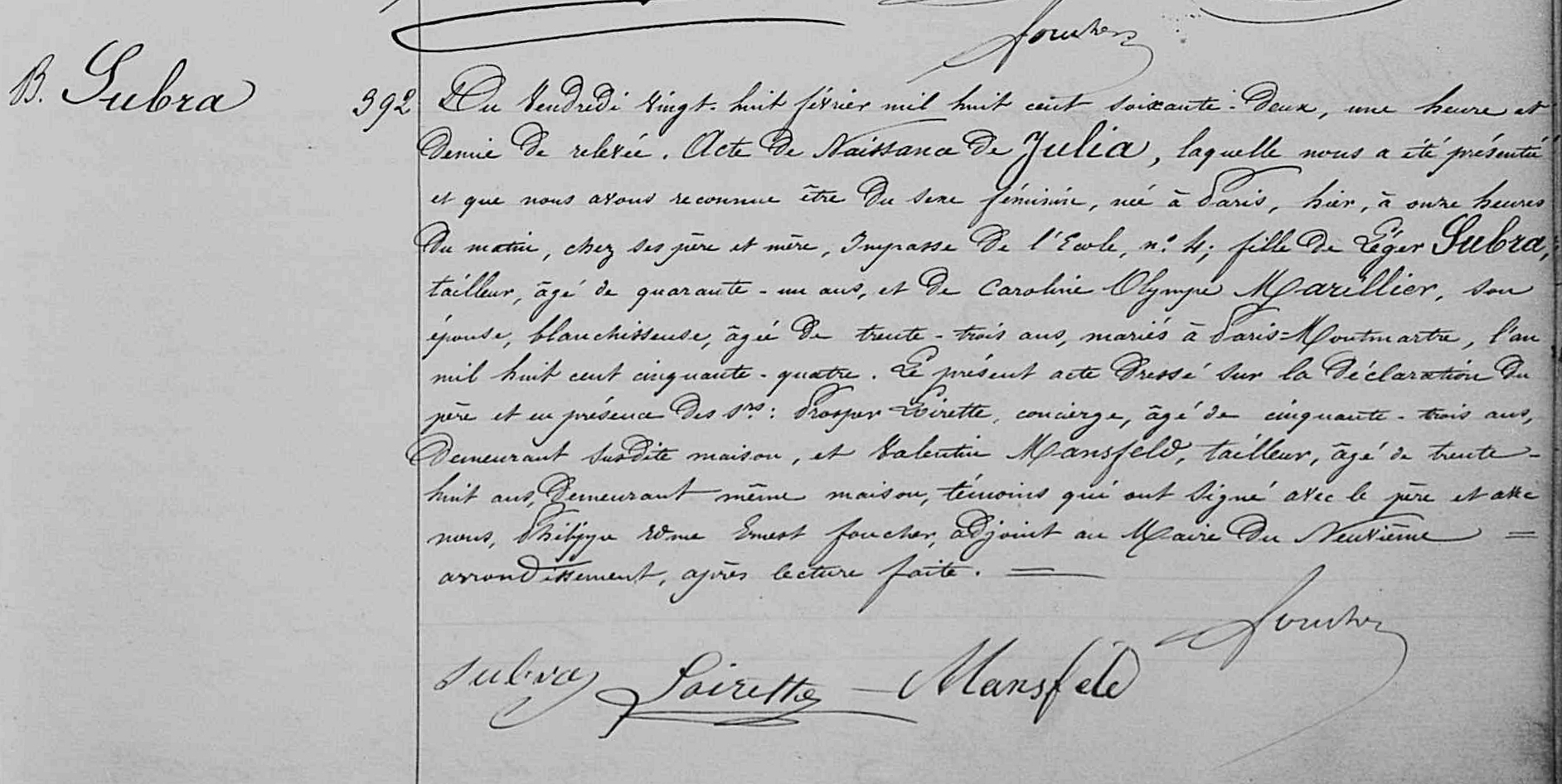
Geboorteakte Julia Subra

Julia Subra (Parijs, 27 februari 1862 – Rueil-Malmaison, 20 augustus 1908) was een Franse balletdanseres, die mede populair werd omdat zij een Française was in een periode dat veel dansers in Parijs uit Italië of andere landen afkomstig waren. Door haar overlijden op 46-jarige leeftijd en daarmee haar korte carrière bereikte ze echter niet de bekendheid van andere sterren uit die tijd.

## Levensloop
Julia Subra was de dochter van kleermaker Léger Subra en wasvrouw Caroline Olympe Marillier. Ze werd geboren op 27 februari 1862 in de "Épasse de l'Ecole 4" in het 9e arrondissement van Parijs. 

### Ballet
Op zevenjarige leeftijd begon zij met haar opleiding bij de dansleraressen Zina Mérante en Madame Dominique (Caroline Lassiat) en behaalde de graad van prima ballerina (premier sujet). In 1881 volgde ze Rosita Mauri op bij de Théâtre National de l'Opéra, in mei debuteerde ze in "la Fête, du Printemps" van Hamlet. Vanaf 1886 werkte ze bij de Opéra national de Paris. In 1902 verliet ze de opera en werd ze opgevolgd door Sandrine.

### Persoonlijk
Subra woonde met haar moeder aan de Avenue d'Antin 49. Ze was bevriend met balletdanseres Marie Sanlaville. Ze schreef ook open brieven in kranten en tijdschriften waarin ze trachtte de lage waardering van de massa voor ballet probeerde op te vijzelen, ook de financiële vergoeding vond zij aan de lage kant.
Ze overleed in haar woning in de "Rue du Chemin de Fer 69" in Rueil-Malmaison op 20 augustus 1908 aan de gevolgen van nierfalen. Haar stoffelijk overschot werd naar de protestantse kerk "Eglise du Saint-Esprit" aan de "rue de Roquépine" in Parijs, waar ze werd begraven op de Cimetière de Montmartre. In haar testament van 28 januari 1908 bepaalde zij dat de "Société des Artiste et Amis de l'Opéra" een legaat van 10.000 franc kreeg en het "Orphelinat des Arts" eveneens 10.000 franc met als voorwaarde dat er een bed zou zijn dat haar naam droeg.

## Hoogtepunten
- Swanilda in "Coppélia", Léo Delibes (1882 en 1887)
- Schotse dans in "Henri VIII", Camille Saint-Saëns (1883)
- La Farandole, Théodore Dubois, (1883)
- Carmencita in Fandango (1883)
- "La Graziosa" (1883)
- "La Madrilena" (1883)
- Sapho (1884)
- Coraline in "Les Deux Jumeaux" Bergame (1887) samen met Marie Sanlaville
- Patrie (1887)
- "Francoise de Rimini"(1892)
- La Maladetta Piere Gailhard (1893) samen met Mauri
- Habanera in "Françoise de Rimini"
- "Les Deux Pigeons" Messager & Régnier (1893, 1894)
- La Dame Monsereau
- Joti in "Namouna" Nuitter en Pépita (1892)

## Varia
- De leden van de Nederlandse ambassade in Marokko brachten in 1885, tijdens hun verblijf in Parijs, een bezoek aan de opera bij de voorstelling van "Coppélia". Na afloop wilden zij graag Julia spreken, zij toonde hun hoe in de tijd de dames hun armen met rijstpoeder inwreven om ze zo op wit marmer te laten lijken [2]
- In 1893 berichtten enkele bladen dat Julia een procedure had ingediend tegen de koning van Servië Milan IV Obrenović waarin zij de onmiddellijke terugbetaling eist van een bedrag van 250.000 fr. Het bericht bleek achteraf onwaar en was verspreid door een Duitse krant om Milan zwart te maken, veel Nederlandse kranten namen het bericht niet geverifieerd over.[3]
- In 1891 ontving Julia 18.000 franc per optreden.[4]

- Bibliothèque nationale de France: cb15499199r (data)
- Gemeinsame Normdatei: 1243257717
- International Standard Name Identifier: 0000 0003 7050 2332
- Virtual International Authority File: 237625958